# Short Admiralty Type 184
El Short Type 184, a menudo llamado Short 225 por la potencia nominal del motor instalado inicialmente, fue un hidroavión británico biplaza de reconocimiento, bombardeo y transporte de torpedos de ala plegable, diseñado por Horace Short, de Short Brothers. Voló por primera vez en 1915 y permaneció en servicio hasta después del armisticio de 1918. Un Short 184 fue el primer avión en hundir un barco utilizando un torpedo, y otro fue el único avión británico que participó en la Batalla de Jutlandia.

## Diseño y desarrollo

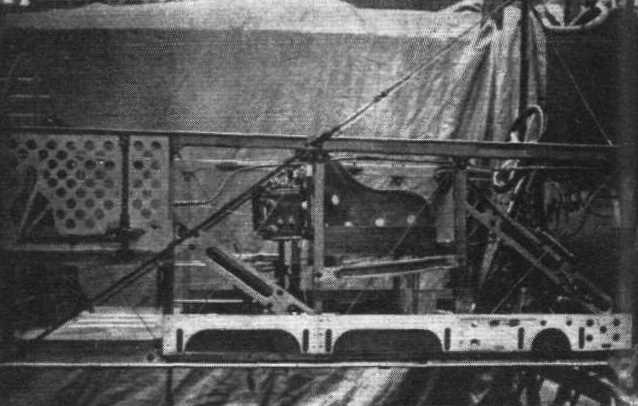
Sección de cabina del fuselaje.

Se habían realizado pruebas de lanzamiento de torpedos utilizando un Short Admiralty Type 166 propulsado por un Gnome de 120 kW (160 hp), pero éste había demostrado estar falto de potencia, por lo que en septiembre de 1914 se formuló una nueva especificación para un avión propulsado por el motor Sunbeam Mohawk de 168 kW (225 hp) en ese momento en desarrollo. Se invitó a realizar propuestas de diseño a Sopwith, a J. Samuel White y a Short Brothers. La respuesta de Horace Short, cuando Murray Sueter, el director del departamento aéreo naval, le explicó los requisitos, fue decir: "Bueno, si usted desea especialmente que se haga esto, produciré un hidroavión que lo satisfará", y sobre la base de esta seguridad se encargaron dos prototipos, cuyas matrículas 184 y 185 fueron reservadas, convirtiéndose el modelo resultante en el Type 184.
Similar en diseño básico a los hidroaviones de Short anteriores construidos para la Armada, el Type 184 era un biplano de configuración tractora de tres vanos y misma envergadura. El fuselaje era una viga de caja de madera convencional arriostrada mediante cables, con larguerillos de abeto ahusados para reducir peso y guarniciones de acero al manganeso. La superficie superior del fuselaje estaba carenada con una sección semicircular. El motor estaba montado sobre soportes fijados a marcos transversales de acero prensado montados a su vez entre los larguerillos, y el gran radiador rectangular estaba montado por encima y por detrás del motor, directamente delante del ala superior.
Las alas inferiores eran de cuerda paralela, mientras que las alas superiores aumentaban en cuerda desde la sección central hasta las puntas de las alas. Los dos prototipos del avión tenían alerones únicamente en el ala superior. Estos eran de efecto simple y dependían del flujo de aire para mantenerse en una posición neutra, a menos que se los empujara hacia abajo usando los controles de vuelo. Los soportes interplanares eran tubos de acero con carenados de madera para generar una sección aerodinámica. Las alas se podían desplegar desde la posición del piloto, mediante un cabrestante manual en la cabina, y el bloqueo se lograba mediante una espiga estriada y roscada en el larguero delantero, que se bloqueaba y desbloqueaba con un cuarto de vuelta, de manera similar a la recámara de un cañón de campaña. En la posición plegada, las alas estaban sostenidas por un eje transversal montado por delante del plano de cola: este se hacía girar mediante una palanca en la cabina, de modo que sus extremos hacia arriba encajaran en las ranuras de los soportes interplanares, para bloquear las alas en la posición plegada.
Los flotadores principales gemelos sin rediente eran transportados por dos soportes unidos al tubo transversal delantero, y otros dos pares de soportes estaban unidos al tubo transversal trasero, estando ambos tubos transversales arqueados en el medio para acomodar a los soportes del torpedo. El flotador de cola de madera incorporaba un pequeño timón de agua accionado por tubos de torsión conectados al timón principal, y se instalaron bolsas de aire cilíndricas debajo de las puntas de las alas inferiores.
La aeronave estaba equipada con un transmisor y receptor de radio, que funcionaba con un generador eólico montado en un brazo articulado, para que pudiera plegarse hacia atrás cuando no se usaba, y otros equipos transportados incluían una canasta de palomas mensajeras, destinadas a ser utilizadas como respaldo de la radio, en caso de aterrizajes forzosos.
Las pruebas iniciales revelaron una falta de control longitudinal, y los alerones de efecto simple causaron problemas al carretear a favor del viento, por lo que los dos prototipos fueron equipados con tramos de cuerda elástica unidos a las palancas de control en la superficie superior del alerón, para devolver el mismo a la posición neutral. Esto sólo produjo una mejora marginal, por lo que se añadieron alerones a las alas inferiores, que se instalaron en todos los aviones construidos, excepto en los dos prototipos. Estaban unidos por cables a los alerones superiores, y la cuerda elástica para recuperar los alerones estaba montada entre la parte superior de los soportes interplanares traseros y los alerones inferiores.

### Constructores
- Referencia: Barnes 1967[10]

1. Brush Electrical Engineering Co. Ltd. (190)
2. Frederick Sage & Co. Ltd. (72)
3. J. Samuel White (110)
4. Mann, Egerton & Co. Ltd. (22)
5. Phoenix Dynamo Manufacturing Company (62)
6. Robey & Co. Ltd. [11] (256)
7. S.E. Saunders Limited (80)
8. Short Brothers, Rochester (117)
9. Supermarine Aviation Works Ltd. (15)
10. Westland Aircraft Works Ltd. (12)

## Historia operacional

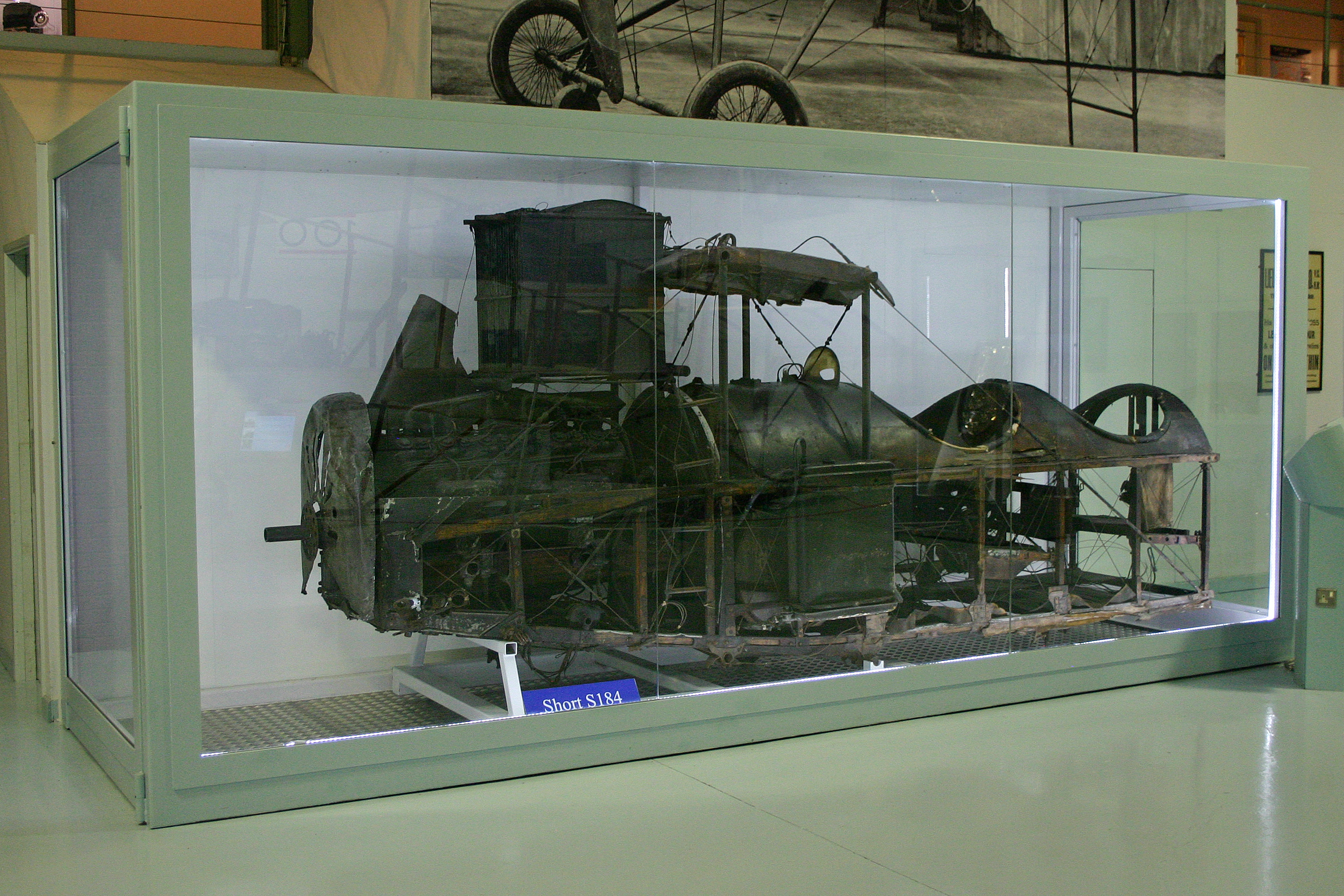
Restos de un Short Type 184 en el Fleet Air Arm Museum. Si bien el avión de Frederick Rutland sobrevivió intacto a la Primera Guerra Mundial, resultó dañado por un bombardeo durante la Segunda Guerra Mundial.

El primer avión voló a principios de 1915. Ya se había realizado un pedido de diez aviones más, y diez compañías aeronáuticas británicas diferentes construyeron 936 aviones, lo que lo convierte en el avión de mayor éxito de Shorts antes de la Segunda Guerra Mundial.
Los dos prototipos del avión fueron embarcados en el HMS Ben-my-Chree, que zarpó hacia el Egeo el 21 de marzo de 1915 para participar en la campaña de Galípoli. El 12 de agosto de 1915, uno de ellos, pilotado por el comandante de vuelo Charles Edmonds, fue el primer avión del mundo en atacar un barco enemigo con un torpedo lanzado desde el aire. El barco ya había sido dañado por un torpedo disparado por el submarino británico E14.
Sin embargo, el 17 de agosto de 1915, otro barco turco fue hundido por un torpedo de cuyo origen no había duda. En esta ocasión, el comandante de vuelo Edmonds torpedeó un barco de transporte turco a unas pocas millas al norte de los Dardanelos. Su compañero de formación, el teniente de vuelo George Dacre, se vio obligado a amerizar debido a un problema con el motor, pero, al ver un remolcador enemigo cerca, carreteó hasta él y soltó su torpedo, hundiéndolo. Sin el peso del torpedo, Dacre fue capaz de despegar y regresar al Ben-My-Chree.
El rendimiento del Type 184 en las condiciones climáticas del Mediterráneo era marginal, siendo necesario volar sin observador y llevar una cantidad limitada de combustible, por lo que el 184 se utilizó como bombardero, llevando dos bombas de 50,8 kg, o para reconocimiento y observación de artillería.
Un Short 184, número de avión 8359, fue el único avión británico que participó en la Batalla de Jutlandia. Volado por el teniente de vuelo Frederick Rutland (que luego fue conocido como "Rutland de Jutlandia") con el pagador asistente G.S. Trewin como observador, el avión fue lanzado desde el HMS Engadine aproximadamente a las 3:08 p. m.: volando a aproximadamente 27,4 m debido a la baja visibilidad, avistaron cuatro cruceros de la flota alemana, informando de su presencia al Engadine alrededor de las 3:30. El avión fue presentado en el Museo Imperial de la Guerra en 1917, donde resultó dañado en un ataque aéreo alemán durante el Blitz. La sección delantera sin restaurar del fuselaje está actualmente prestada por el IWM al Fleet Air Arm Museum, donde se exhibe al público.
El avión sirvió en la mayoría de los teatros de la guerra. Cinco se utilizaron en Mesopotamia, donde fueron volados desde el río Tigris en Ora, y en abril de 1916 se utilizaron para lanzar suministros a la guarnición sitiada en Kut al Amara.
El uso principal del 184 fue en tareas de patrulla antisubmarina. Aunque se detectó y atacó un número sustancial de submarinos, no se confirmó de ningún hundimiento.
El modelo fue utilizado para realizar varios experimentos por el Port Victoria Marine Experimental Aircraft Depot. El 9 de mayo de 1916, un hidroavión Short 184, utilizando una mira desarrollada por Bourdillon y Tizard, alcanzó un objetivo con una bomba de 226,8 kg desde una altura de 1220 m. El 184 también se utilizó para realizar pruebas con el cañón Davis en abril de 1916.
El Type 184 todavía estaba en producción al final de la guerra, y, en diciembre de 1918, 315 ejemplares seguían en servicio. Después del final de la guerra, se utilizaron principalmente para detectar minas y permanecieron en servicio al menos hasta finales de 1920. Tras el Informe Geddes, todos fueron dados de baja a finales de 1922.
Después de la guerra, se adaptaron cinco aviones para acomodar a cuatro pasajeros y se utilizaron para realizar vuelos de placer: dos fueron utilizados por Eastbourne Aviation Co., dos por Seaplane and Pleasure Trip Co., y uno por Manchester Airways.
En 2010, el Museo Marítimo de Estonia anunció que había encargado que se construyera una reproducción no volante del avión para instalarla en uno de sus hangares de hidroaviones históricos. El diseñador principal murió en un accidente de planeador el 11 de julio del mismo año. Sin embargo, un grupo de entusiastas se hizo cargo de la construcción y el proyecto de reproducción se completó en la primavera de 2012. La réplica se exhibe ahora en la colección del museo y se puede ver en el Puerto de Hidroaviones de Tallin.
Un solo ejemplar del Short Type 184 fue adquirido por la Armada Imperial Japonesa y redesignado como Hidroavión de Reconocimiento Short de la Armada de Yokosuka, siendo utilizado como banco de pruebas de motores.

## Variantes
Posteriormente, el Short 184 fue equipado con una variedad de motores diferentes, incluidos el Sunbeam Gurkha de 180 kW (240 hp), el Sunbeam Maori de 190 kW (260 hp) y el Renault de 180 kW (240 hp).
Short Cut
Un ejemplar modificado por el comandante C.R. Samson. Se redujo la envergadura del ala inferior, los flotadores de las puntas alares se reemplazaron por tablas deflectoras y se redujo el área del empenaje. Samson reclamó una velocidad adicional de seis nudos y un aumento significativo en el régimen de ascenso. Este avión puede haber sido la inspiración detrás del Mann Egerton Type B.
Type D
Una conversión en bombardero monoplaza, con la posición del piloto trasladada a la cabina trasera, el espacio anteriormente utilizado para la cabina delantera se utilizó para estibar nueve bombas de 30 kg.
Dover Type 184
Utilizado por las estaciones de hidroaviones Dover Patrol en Newhaven y Cherburgo, equipado con flotadores principales más grandes y flotadores en las puntas de las alas modificados para hacer frente a las condiciones del mar agitado.
Short Bomber
Desarrollo como avión terrestre del Short 184, utilizado por el RFC y el RNAS.

## Operadores
Canadá
- Real Servicio Aéreo Naval Canadiense

 Chile
- Fuerza Aérea de Chile
- Armada de Chile: operó seis aviones entre 1919 y 1933.

 Estonia
- Fuerza Aérea de Estonia: operó 8 aviones entre 1919 y 1933.

 Francia
- Armada francesa

 Grecia
- Armada helénica

 Japón
- Armada Imperial Japonesa[24]

 Países Bajos
- Servicio de Aviación Naval Holandés

 Reino Unido
- Real Servicio Aéreo Naval
- Real Cuerpo Aéreo
- Real Fuerza Aérea

## Especificaciones (Improved 184)
Referencia datos: British Aeroplanes 1914–18

### Características generales
- Tripulación: Dos (piloto y observador)
- Longitud: 12,4 m (40,6 ft)
- Envergadura: 19,4 m (63,5 ft)
- Altura: 4,1 m (13,5 ft)
- Superficie alar: 63,9 m² (687,8 ft²)
- Peso vacío: 1680 kg (3702,7 lb)
- Peso cargado: 2433 kg (5362,3 lb)
- Planta motriz: 1× motor lineal V8 refrigerado por agua Sunbeam.
  - Potencia: 190 kW (262 HP; 258 CV)
- Hélices: Bipala de paso fijo

### Rendimiento
- Velocidad máxima operativa (Vno): 142 km/h (88 MPH; 77 kt) a 610 m (2000 pies)
- Alcance: 2 h 45 min
- Techo de vuelo: 2700 m (8858 ft)
- Tiempo a altitud:
  - 8 min 35 s para 610 m (2000 pies)
  - 33 min 50 s para 2000 m (6500 pies)

### Armamento
- Ametralladoras: 

  - 1x Lewis de 7,7 mm en cabina trasera
- Bombas: Un torpedo de 356 mm o hasta 236 kg de bombas

## Aeronaves relacionadas

### Desarrollos relacionados
- Mann Egerton Type B
- Short Bomber

### Aeronaves similares
- Wight Converted Seaplane

### Secuencias de designación
- Secuencia Numérica (interna de Admiralty): ← 137 - 166 - 179 - 184 - 806 - 807 - 827 →